# Raven Sturt
Raven Sturt (ur. 1 sierpnia 1993) – amerykański szachista, arcymistrz od 2022 roku.

## Kariera szachowa
W 2012 roku był mistrzem w stanie Nowy Jork. Wraz z drużyną Bronx High School of Science, zajął pierwsze miejsce w krajowym turnieju Scholastic K–12 w 2009 roku w Dallas w Teksasie.
Najwyższy ranking w dotychczasowej karierze osiągnął 1 sierpnia 2021 roku, z wynikiem 2501 punktów.